# Jorge Puchet
Jorge Manuel Puchet Castellanos (1929-1999) fue un economista uruguayo. 

## Biografía
Su familia paterna había migrado de Francia e Italia para establecerse en Uruguay desde el siglo XIX. Su padre, Lic. Santiago Puchet Facio (1888 - 1959) notario de Durazno, Uruguay; nieto de Martín Puchet Heguito y Catalina Facio Pittamiglio.  Su madre, María Emilia Castellanos de León (1892 - 1975) hija de Carlos Gregorio Castellanos (descendiente del Lic. don Francisco Remigio Castellanos) y Ludovica de León. Fue maestra e ilustrada consagrada a la educación instituyó la escuela magisterial, ahora galardonada con su nombre.
Vivió su infancia y adolescencia en la casa natal contigua a la estación de ferrocarriles de Durazno (Uruguay) antes de ir a Montevideo a terminar su formación de Liceo.
Hermano del filósofo y poeta exiliado uruguayo en México, Carlos Martin, del ilustre filósofo uruguayo Enrique y del periodista y político Santiago.

## Trayectoria
Se formó como economista en Montevideo y realizó especialidades en economía en Santiago de Chile durante 1963. Después de trabajar en el Banco Central del Uruguay, fue invitado a la Comisión Económica para América Latina y el Caribe (Cepal). Dicha comisión le extendió un contrato temporal en la Ciudad de México en 1969, susceptible a extenderse.
Se destacó como asesor en materia fiscal y macroeconómica.
Activo en México durante los años setenta, ochenta y noventa donde impartió clases en el Centro de Investigación y Docencia Económicas, A.C. (CIDE). Gracias a vínculos profesionales realizó frecuentes viajes a Centroamérica y el Caribe. Por ejemplo, el "Diccionario tributario y temas afines".
Escribió hasta sus últimos años. Presentándose en Santiago De Chile en el año 2000 su texto "Las finanzas públicas y la política fiscal en las economías de Centroamérica durante los años noventa y perspectivas de corto y mediano plazo"